# Лепа Альфред Карлович
Альфред Карлович Лепа (5 серпня 1896, місто Рига, тепер Латвія — розстріляний 9 травня 1938, місто Казань, тепер Російська Федерація) — радянський партійний діяч, 1-й секретар Татарського обласного комітету ВКП(б), 2-й секретар ЦК КП(б) Узбекистану, відповідальний секретар Курського та Вятського губернських комітетів ВКП(б). Член ЦВК СРСР. Член Центральної Ревізійної Комісії ВКП(б) у 1927—1934 роках. Кандидат у члени ЦК ВКП(б) у 1934—1937 роках.

## Життєпис
Народився в родині візника, вихідця із селянської родини. У 1909—1914 роках — учень реального училища в місті Ризі, закінчив п'ять класів.
Член РСДРП(б) з січня 1914 року.
У серпні 1914 року заарештований, засуджений до адміністративного заслання в села Чигари та Молчаново Єнісейської губернії, потім — у місто Нарим Томської губернії. У 1916 році звільнений із заслання. Був членом латиської групи соціал-демократів в місті Єкатеринбурзі.
У травні 1916 року знову заарештований, але у вересні 1916 року втік. З вересня 1916 по січень 1917 року — бухгалтер робітничого кооперативу Пишмінсько-Ключевського рудника Єкатеринбурзького повіту Пермської губернії.
У січні 1917 року заарештований та ув'язнений у міській в'язниці міста Єкатеринбурга. У березні 1917 року звільнений із ув'язнення та амністований.
У березні — грудні 1917 року — секретар та агітатор Єкатеринбурзького міського комітету РСДРП(б). Одночасно у 1917 році — член та заступник голови Єкатеринбурзької ради робітничих депутатів. У 1917—1918 роках — член Уральського обласного комітету РСДРП(б). Обирався делегат VII (Квітневої) Всеросійської конференції РСДРП(б), ІІ-го Всеросійського з'їзду Рад.
З грудня 1917 по червень 1918 року — заступник комісара із продовольства Єкатеринбурзького міського продовольчого комітету. Брав участь у боях проти військ отамана Дутова в квітні 1918 року.
З червня 1918 року — в Червоній армії. У червні 1918 — січні 1919 року — начальник політичного відділу 30-ї стрілецької дивізії РСЧА на Східному фронті. У січні — грудні (за іншими даними — 30 квітня) 1919 року — начальник політичного відділу 3-ї армії Східного фронту.
У січні — травні 1920 року — керуючий справами ЦК РКП(б) та завідувач обліково-розподільного відділу ЦК РКП(б).
У травні — вересні 1920 року — голова Революційної військової ради (РВР) укріпленого району в місті Троїцьку Оренбурзької губернії.
У вересні — грудні 1920 року — секретар Туркестанського бюро ЦК РКП(б) у місті Ташкенті.
У грудні 1920 — липні 1921 року — відповідальний секретар Семиріченського (Джетисуйського, Киргизького) обласного комітету РКП(б) у місті Вірному (тепер — Алмати).
У липні — грудні 1921 року — секретар Туркестанського бюро ЦК РКП(б) у місті Ташкенті.
З квітня по вересень 1922 року — секретар, у вересні 1922 — січні 1924 року — заступник завідувача організаційно-інструкторського відділу ЦК РКП(б).
У січні — листопаді 1924 року — 1-й секретар повноважного представництва СРСР у Польщі.
У грудні 1924—1925 роках — завідувач організаційно-інструкторського відділу Сибірського крайового комітету РКП(б) у місті Новосибірську.
У квітні 1925 — липні 1926 року — 2-й секретар Сибірського крайового комітету РКП(б).
2 вересня 1926 — 23 червня 1928 року — відповідальний секретар Курського губернського комітету ВКП(б).
У вересні 1928 — лютому 1929 року — відповідальний секретар Вятського губернського комітету ВКП(б).
У лютому — серпні 1929 року — член президії Організаційного бюро ЦК ВКП(б) по Нижньогородській області (краю).
10 серпня — 4 листопада 1929 року — 2-й секретар Нижньогородського крайового комітету ВКП(б).
15 січня 1930 — жовтень 1933 року — 2-й секретар ЦК КП(б) Узбекистану.
У жовтні 1933 — 26 серпня 1937 року — 1-й секретар Татарського обласного комітету ВКП(б). У 1937 році входив до складу «особливої трійки», створеної за наказом НКВС СРСР від 30 липня 1937 року № 00447, в складі якої підписував розстрільні списки «ворогів народу», тим самим беручи участь у репресіях.
5 жовтня 1937 року заарештований органами НКВС у місті Казані. Засуджений на виїзній сесії Військової колегії Верховного суду СРСР у Казані 9 травня 1938 року до страти, розстріляний того ж дня. Похований в Казані.
10 серпня 1955 року посмертно реабілітований. 30 листопада 1955 року поновлений в партії.

## Основні праці
- Бойові завдання більшовиків Татарії. Казань, 1934.